# Johan Eurén
Johan Magnus Eurén, född 8 maj 1985 i Sävedalen, är en svensk brottare.
Eurén tog brons i OS i London 2012. 
Eurén tävlar för Örgryte IS där han började brottas som sjuåring. Han är bosatt i Partille. Hans första internationella seniorframgång var en bronsmedalj på EM 2010. 
Eurén tog OS-brons 2012 i 120-kilosklassen. Han tog sig genom kvalet, åttondelsfinalen och kvartsfinalen utan att tappa poäng. Med bara fyra sekunder kvar av semifinalens andra rond lyckades han koppla sin estländska motståndare Heiki Nabi och få till en rullning. Svensken tilldelades en poäng och var just då klar för final. Men efter estnisk protest gjorde domaren en videogranskning och fann att rullningen var ofullständig. Nabi lottades i parterrläget i avslutande ronden där Eurén inte orkade sätta in en ordentlig attack. Därefter tog han sig till bronsmatchen där han besegrade vitryssen Joseb Tjugosjvili med 2-1. 
Vid sidan av brottningen arbetar Eurén som VVS-montör.

## Resultat
OS
- 2016: 8:a
- 2012: 3:a

VM
- 2014: 7:a
- 2013: 5:a
- 2011: 7:a
- 2010: 9:a

EM
- 2016: 3:a
- 2014: 3:a
- 2011: 5:a
- 2010: 3:a

JEM
- 2004: 3:a